# Pomarzany (gmina Łanięta)
Pomarzany (do 1 stycznia 2008 Pomorzany) – wieś w Polsce, położona w województwie łódzkim, w powiecie kutnowskim, w gminie Łanięta. Do 2008 roku używano także nazwy Pomorzany.
| SIMC    | Nazwa  | Rodzaj    |
| ------- | ------ | --------- |
| 0569177 | Nutowo | część wsi |

W latach 1975–1998 wieś należała administracyjnie do województwa płockiego.